# Тин Једвај
Тин Једвај (Загреб, 28. новембар 1995) је хрватски фудбалер који тренутно наступа за Панатинаикос и репрезентацију Хрватске.

## Клупска каријера

### Динамо Загреб
Професионалну каријеру започео је 2013. године доласком у младе категорије Динамо. Прву утакмицу за овај клуб имао је против Осијека. Први гол постигао је против Цибалије.
Током професионалне каријере са Динамо, освојио је трофеј Прве лиге Хрватске, а наредне сезоне и Суперкуп Хрватске, победом над Хајдуком из Сплита. У ГНК Динамо је забележио 13 наступа и постигао један гол.

### Рома
На крају прве професионалне сезоне, Једвај је прешао у Рому. Уговор је потписао 10. јула 2013. године. Прву утакмицу за клуб имао је 1. децембра 2013. године, када је ушао у 83 минуту, а његов тим славио је резултатом 4–0, на мечу против Ђенове. За Рому играо је на само две утакмице.

### Бајер Леверкузен
Од 2014. године потписао је за Бајер Леверкузен. Прву утакмицу за тим одиграо је у оквиру Купа Немачке, у сезони 2014/15. Неколико дана касније одиграо је и прву утакмицу за немачки тим у оквиру Лиге шампиона, меч против ФК Копенхаген. У сезони 2015/16 играо је само једну утакмицу.

## Репрезентативна каријера
Једвај је играо за млађе категорије фудбалске репрезентације Хрватске. Прву утакмицу у сениорској селекцији Хрватске имао је са 18 година, када је играо на пријатељском мечу против репрезентације Кипра, 4. септембра 2014. године, на стадиону Алдо Дросина у Пули.
За сениорску селекцију Хрватске играо је на Европском првенству 2016. године и на Светском првенству 2018. године, одржаном у Русији.

## Статистика каријере

### Клупска
До 12. маја 2018.
| Клуб              | Сезона            | Лига               | Лига | Лига | Куп | Куп | Европа | Европа | Остало | Остало | Укупно | Укупно |
| Клуб              | Сезона            | Лига               | Ута  | Гол  | Ута | Гол | Ута    | Гол    | Ута    | Гол    | Ута    | Гол    |
| ----------------- | ----------------- | ------------------ | ---- | ---- | --- | --- | ------ | ------ | ------ | ------ | ------ | ------ |
| Динамо Загреб     | 2012/13           | Прва лига Хрватске | 13   | 1    | 0   | 0   | 0      | 0      | —      | —      | 13     | 1      |
| Динамо Загреб     | 2013/14           | Прва лига Хрватске | —    | —    | —   | —   | —      | —      | 1      | 0      | 1      | 0      |
| Динамо Загреб     | Укупно            | Укупно             | 13   | 1    | 0   | 0   | 0      | 0      | 1      | 0      | 14     | 1      |
| Рома              | 2013/14           | Серија А           | 2    | 0    | 0   | 0   | —      | —      | —      | —      | 2      | 0      |
| Бајер Леверкузен  | 2014/15           | Бундеслига         | 22   | 2    | 2   | 0   | 5      | 0      | —      | —      | 29     | 2      |
| Бајер Леверкузен  | 2015/16           | Бундеслига         | 15   | 0    | 0   | 0   | 3      | 0      | —      | —      | 18     | 0      |
| Бајер Леверкузен  | 2016/17           | Бундеслига         | 18   | 1    | 1   | 0   | 4      | 0      | —      | —      | 23     | 1      |
| Бајер Леверкузен  | 2017/18           | Бундеслига         | 10   | 0    | 0   | 0   | —      | —      | —      | —      | 10     | 0      |
| Бајер Леверкузен  | Укупно            | Укупно             | 65   | 3    | 3   | 0   | 12     | 0      | —      | —      | 80     | 3      |
| Укупно у каријери | Укупно у каријери | Укупно у каријери  | 80   | 4    | 3   | 0   | 12     | 0      | 1      | 0      | 96     | 4      |

### Репрезентативна
До 26. јуна 2018.
| Хрватска | Хрватска | Хрватска |
| Год      | Ута      | Гол      |
| -------- | -------- | -------- |
| 2014     | 2        | 0        |
| 2015     | 1        | 0        |
| 2016     | 2        | 0        |
| 2017     | 4        | 0        |
| 2018     | 4        | 0        |
| Укупно   | 13       | 0        |